# Ekstenzivna količina
Ekstenzívna količína (tudi aditívna količína) je takšna fizikalna količina, ki se pri sestavljanju termodinamskih sistemov sešteva, če sistema s tem ne spremenimo. Vrednost ekstenzivne količine lahko izrazimo kot vsoto vrednosti za posamezne podsisteme obravnavanega sistema.
Zgledi ekstenzivnih količin so:
- električni naboj
- energija
- entalpija
- entropija
- gibalna količina
- masa
- množina snovi
- prosta entalpija
- prostornina
- teža
- toplotna kapaciteta

Nasprotje ekstenzivnih količin so intenzivne količine, ki so značilnost posameznega podsistema in se z velikostjo sistema ne spreminjajo. Deljenje ekstenzivne količine z drugo ekstenzivno količino v splošnem dá intenzivno količino, npr. masa deljena s prostornino (obe sta ekstenzivni količini) je gostota, ki je intenzivna količina.

## Matematična definicija
Če je z {\displaystyle \{a_{i}\}} označena množica intenzivnih količin, z {\displaystyle \{A_{j}\}} pa množica ekstenzivnih količin, je funkcija {\displaystyle F(\{a_{i}\},\{A_{j}\})} ekstenzivna količina, če za vsak {\displaystyle \alpha } velja:
{\displaystyle F(\{a_{i}\},\{\alpha A_{j}\})=\alpha F(\{a_{i}\},\{A_{j}\}).\,}
Ekstenzivne količine so torej homogene funkcije prvega reda glede na {\displaystyle \{A_{j}\}}. Iz Eulerjevega izreka o homogenih funkcijah sledi:
{\displaystyle F(\{a_{i}\},\{A_{i}\})=\sum _{j}A_{j}\left({\frac {\partial F}{\partial A_{j}}}\right),}
Pri tem velja parcialni odvod po vseh parametrih razen {\displaystyle A_{j}}. Velja tudi obrnjeno: vsaka funkcija, za katero velja zgornja relacija, je ekstenzivna.

## Povezane ekstenzivne in intenzivne značilnosti
Obstaja več fizikalnih količin, ki imajo odgovarjajoče ekstenzivne in intenzivne analoge. To sicer ne velja za vse. Mnogo od njih je termodinamskih spremenljivk. Zgledi takšnih ekstenzivnih termodinamskih spremenljivk, ki so odvisne od velikosti obravnavanega termodinamskega sistema, so npr.: prostornina (V), notranja energija (Wn), prosta energija (F), entalpija (H), entropija (S), prosta entalpija (G)  in toplotni kapaciteti (Cv in Cp) (v smislu  toplotne mase). Glavne oznake teh ekstenzivnih termodinamskih spremenljivk so pisane z velikimi črkami. Razen prostornine (V) so te ekstenzivne količine odvisne od količine snovi v obravnavanem termodinamskem sistemu.
| ekstenzivna količina | oznaka   | enote SI  | intenzivna količina**                     | oznaka | enote SI        |
| --- | -------- | --------- | ----------------------------------------- | ------ | --------------- |
| prostornina | V        | m3 ali l* | specifična prostornina***                 | v      | m3/kg ali l*/kg |
| notranja energija | Wn ali U | J         | specifična notranja energija              | u      | J/kg            |
| prosta energija | F        | J         | specifična prosta energija                | f      | J/kg            |
| entropija | S        | J/K       | specifična entropija                      | s      | J/(kg·K)        |
| entalpija | H        | J         | specifična entalpija                      | h      | J/kg            |
| prosta entalpija | G        | J         | specifična prosta entalpija               | g      | J/kg            |
| toplotna kapaciteta pri stalni prostornini                                                                                          | CV       | J/K       | specifična toplota pri stalni prostornini | cv     | J/(kg·K)        |
| toplotna kapaciteta pri stalnem tlaku                                                                                               | CP       | J/K       | specifična toplota pri stalnem tlaku      | cP     | J/(kg·K)        |
| * l - liter, J - joule ** specifične količine, izražene glede na enoto mase *** specifična prostornina je obratna vrednost gostote. |          |           |                                           |        |                 |